# ВВС 4-й ударной армии
Военно-воздушные силы 4-й ударной армии (ВВС 4-й ударной армии) — оперативное авиационное соединение времен Великой Отечественной войны.

## История и боевой путь
ВВС 4-й ударной армии начали формирование 25 декабря 1941 года приданием авиационных частей ВВС 27-й армии одновременно с формированием 4-й ударной армии в составе резерва Ставки ВГК на базе частей и соединений 27-й армии.
В январе — феврале 1942 года ВВС армии участвовали в Торопецко-Холмской наступательной операции (с 21 января — в составе войск Калининского фронта).
ВВС 4-й ударной армии 10 мая 1942 года были расформированы в связи с пересмотром планов Ставки на применение авиации в боевых действиях и с сосредоточением авиационных частей и соединений в составе воздушных армий, а управление ВВС 4-й ударной армии обращено на формирование 210-й истребительной авиационной дивизии.
В составе действующей армии ВВС 4-й ударной армии находились с 25 декабря 1941 года по 10 мая 1942 года.

## Командующий ВВС 4-й ударной армии
- полковник Гущин Василий Андреевич[1], 25.12.1941 — март 1942 года
- полковник Байдуков Георгий Филиппович (ВРИД)[1], период нахождения в должности — с марта 1942 года по 10 мая 1942 года

## В составе объединений
| Дата          | Фронт (округ)         | Объединения                 | Примечание |
| ------------- | --------------------- | --------------------------- | ---------- |
| 25.12.1941 г. | Ставка ВГК            |                             |            |
| 27.12.1941 г. | Северо-Западный фронт | ВВС Северо-Западного фронта |            |
| 22.01.1942 г. | Калининский фронт     | ВВС Калининского фронта     |            |
| 10.05.1942 г. | Калининский фронт     | ВВС Калининского фронта     |            |

## Части и отдельные подразделения ВВС армии
За весь период своего существования боевой состав ВВС армии претерпевал изменения, в различное время в её состав входили:
| Период                  | Наименование соединений           | Наименование частей                             | Примечание                                |
| ----------------------- | --------------------------------- | ----------------------------------------------- | ----------------------------------------- |
| 22.01.1942 — 22.02.1942 | 4-я смешанная авиационная дивизия | 21-й истребительный авиационный полк            | ЛаГГ-3, передан в состав ВВС армии        |
| 22.01.1942 — 22.02.1942 | 4-я смешанная авиационная дивизия | 429-й истребительный авиационный полк           | ЛаГГ-3, передан в состав ВВС армии        |
| 22.01.1942 — 22.02.1942 | 4-я смешанная авиационная дивизия | 659-й истребительный авиационный полк           | И-15бис, передан в состав ВВС армии       |
| 22.01.1942 — 31.01.1942 | 4-я смешанная авиационная дивизия | 675-й легкобомбардировочный авиационный полк    | Р-5, И-15бис, передан в состав ВВС фронта |
| 22.02.1942 — 15.05.1942 |                                   | 21-й истребительный авиационный полк            | ЛаГГ-3, передан в состав 210-й иад        |
| 22.02.1942 — 24.02.1942 |                                   | 429-й истребительный авиационный полк           | ЛаГГ-3, убыл в 16-й зиап                  |
| 22.02.1942 — 15.03.1942 |                                   | 659-й истребительный авиационный полк           | И-15бис, убыл в 16-й зиап                 |
| 22.01.1942 — 01.04.1942 |                                   | 665-й легкий бомбардировочный авиационный полк  | У-2, убыл в ВВС 52-й армии                |
| 19.02.1942 — 16.05.1942 |                                   | 157-й истребительный авиационный полк           | Харрикейн, передан в состав 210-й иад     |
| 13.03.1942 — 15.04.1942 |                                   | 191-й истребительный авиационный полк           | Харрикейн, убыл в 22-й зиап               |
| 20.02.1942 — 15.04.1942 |                                   | 438-й истребительный авиационный полк           | ЛаГГ-3, убыл в 14-й зиап                  |
| 20.02.1942 — 13.05.1942 |                                   | 684-й ближний бомбардировочный авиационный полк | Р-5, передан в ВВС 10-й армии             |
| 20.02.1942 — 13.05.1942 |                                   | 695-й ночной бомбардировочный авиационный полк  | У-2, передан в состав 3-й ВА              |
| 04.02.1942 — 10.05.1942 |                                   | 352-я отдельная авиационная эскадрилья связи    | У-2                                       |

## Участие в операциях и битвах
- Торопецко-Холмская операция — с 9 января 1942 года по 6 февраля 1942 года.

## Отличившиеся воины
- Залевский Владимир Николаевич, лейтенант, командир звена 157-го истребительного авиационного полка ВВС 4-й ударной армии Калининского фронта Указом Президиума Верховного Совета СССР от 30 января 1943 года удостоен звания Герой Советского Союза. Золотая звезда 1038.